# Sinh học bảo tồn

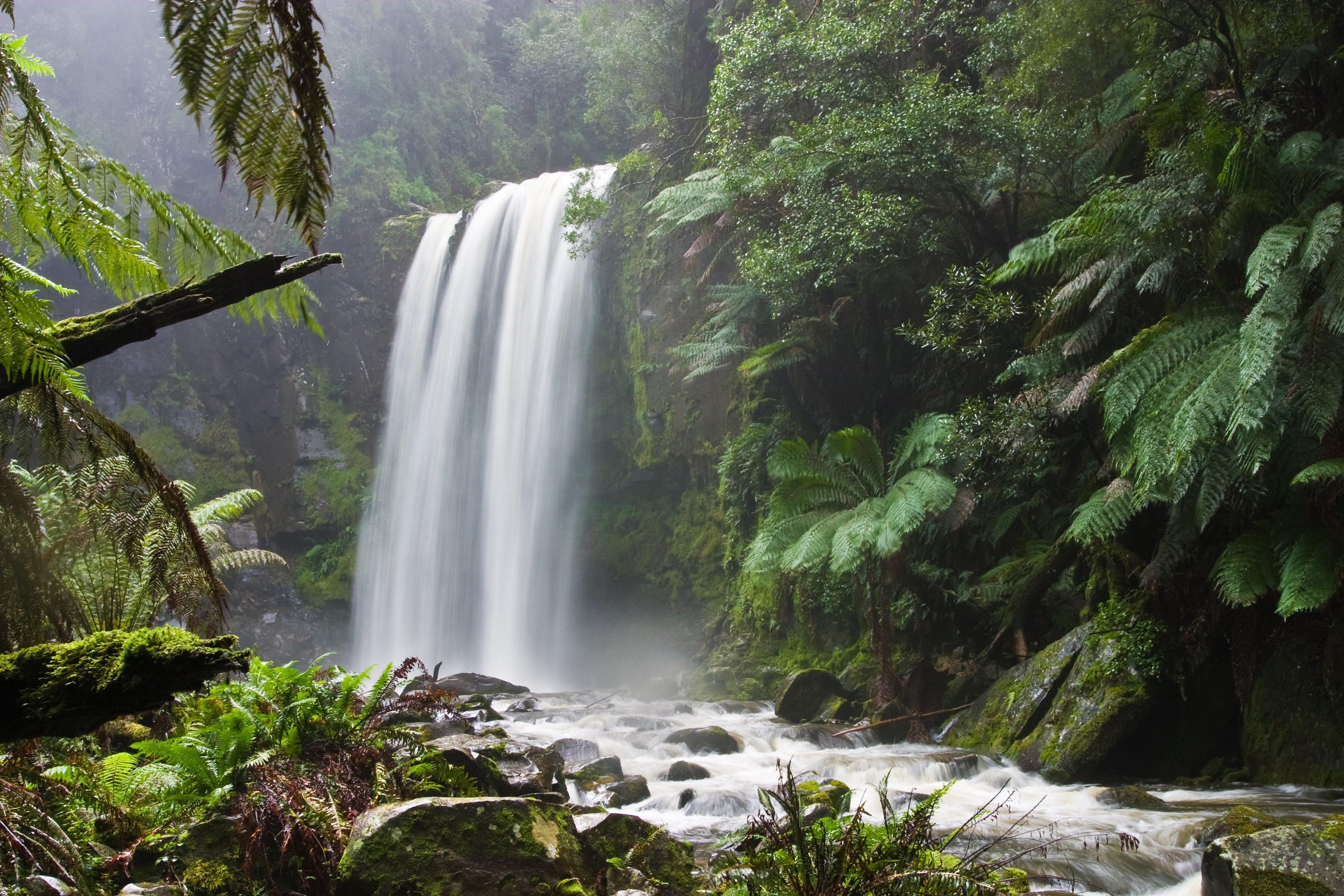
Đã có nhiều cố gắng trong việc bảo tồn các yếu tố tự nhiên đồng thời có thể duy trì việc cho du khách tham quan tại thác Hopetoun, Úc.

Sinh học bảo tồn (Conservation biology) là việc nghiên cứu khoa học về bản chất và đa dạng sinh học của Trái Đất với mục đích bảo vệ các loài, môi trường sống của chúng và cả hệ sinh thái khỏi việc bị xóa bỏ hoặc xâm phạm quá mức về tương tác sinh học. Đây là vấn đề có liên quan mật thiết giữa khoa học tự nhiên và khoa học xã hội, cũng như việc thực hiện quản lý tài nguyên thiên nhiên.

## Thuật ngữ
Thuật ngữ "sinh học bảo tồn" được sử dụng làm tiêu đề trong một hội nghị được tổ chức tại Đại học California, San Diego, La Jolla, California vào năm 1978 được tổ chức bởi các nhà sinh vật học Bruce Wilcox và Michael E. Soulé. Cuộc họp đã được thúc đẩy bởi mối quan tâm của các nhà khoa học về nạn phá rừng nhiệt đới, sự biến mất của nhiều loài, hay việc suy giảm đa dạng di truyền trong nội bộ loài. Các
hội thảo và tranh luận đã dẫn đến việc tìm cách thu hẹp khoảng cách hiện hữu giữa lý thuyết về sinh thái và số lượng sinh vật trên một mặt và chính sách và việc thực hiện bảo tồn trên một mặt khác. Khái niệm bảo tồn sinh học và đa dạng sinh học xuất hiện cùng nhau, giúp hình thành kỷ nguyên hiện đại về khoa học và chính sách bảo tồn. Các lĩnh vực đa ngành hiện có là cơ sở cho sinh học bảo tồn dẫn đến sự phát triển một số ngành liên quan bao gồm bảo tồn di truyền, bảo tồn khoa học xã hội, ý thức bảo tồn, sinh lý bảo tồn.

## Mô tả
Sinh học bảo tồn đi liền với hệ sinh thái trong nghiên cứu sự phát tán, di cư, ảnh hưởng quy mô dân số, suy thoái trong giao phối cận huyết, và số lượng tối thiểu của các loài quý hiếm hoặc đang bị đe dọa. Để hiểu rõ hơn về sự khôi phục sinh thái của các loài động thực vật bản địa, các nhà sinh học bảo tồn nghiên cứu cả môi trường sống trong cùng loài và khác loài, đây là những yếu tố ảnh hưởng tích cực hoặc tiêu cực tới sự tồn tại của một loài. Sinh học bảo tồn có vai trò quan trọng trong việc duy trì, biến mất hoặc phục hồi đa dạng sinh học và khoa học trong việc duy trì quá trình tiến hóa gây ra sự di truyền, dân số, các loài, và đa dạng hệ sinh thái. Mối quan tâm xuất phát từ việc có tới 50% số loài trên hành tinh sẽ biến mất trong vòng 50 năm tới và đã góp phần vào việc giảm nghèo đói cũng như thiết lập lại quá trình tiến hóa.
Các nhà sinh học bảo tồn đã nghiên cứu và giáo dục về các xu hướng và quá trình biến mất đa dạng sinh học, sự tuyệt chủng của nhiều loài, cũng như các tác động tiêu cực đang có để duy trì sự thịnh vượng cho xã hội loài người. Các nhà sinh học bảo tồn hoạt động trong nhiều môi trường, trên đồng ruộng, văn phòng, tổ chức chính phủ, các trường đại học, các tổ chức phi lợi nhuận và trong các ngành công nghiệp. Họ được tài trợ để nghiên cứu, theo dõi và lập danh sách của loài trên mỗi khu vực địa lý và mối quan hệ của chúng với xã hội. Các tổ chức và cá nhân đang đối phó với cuộc khủng hoảng đa dạng sinh học thông qua các hoạt động bảo tồn, các chương trình nghiên cứu, giám sát, giáo dục cũng như trực tiếp tham gia trên quy mô địa phương và toàn cầu.

## Lịch sử

### Bảo tồn tài nguyên
Ý thức nỗ lực để bảo tồn và bảo vệ sự đa dạng sinh học toàn cầu là một hiện tượng trong thời gian gần đây. Tuy nhiên, bảo tồn tài nguyên thiên nhiên đã được xác định từ rất lâu trước đó và việc lớn mạnh của đạo đức bảo vệ tài nguyên là cần thiết. Các quy định hoặc hạn chế xã hội được thực hiện là cần thiết để ngăn chặn những động cơ sử dụng quá mức tài nguyên thiên nhiên tại địa phương gây thiếu nguồn cung cho các khu vực còn lại. Tình trạng xã hội khó xử liên quan tới quản lý tài nguyên thiên nhiên này thường được gọi là Bi kịch của mảnh đất công.
Từ nguyên tắc này, các nhà sinh học bảo tồn có thể theo dõi được nguồn tài nguyên xã hội dựa vào những nguyên tắc của các nền văn hóa như là một giải pháp cho cuộc khủng hoảng tài nguyên chung. Điển hình như người Alaskan Tlingit và người Haida ở vùng Tây Bắc Thái Bình Dương có ranh giới tài nguyên, quy tắc và hạn chế giữa các gia tộc với việc bắt cá ở Sockeye Salmon. Những quy tắc này được truyền lại bởi những người lớn tuổi trong gia tộc biết rõ về các con sông, suối mà gia tộc quản lý. Có rất nhiều ví dụ trong lịch sử khi các quy tắc về quản lý tài nguyên thiên nhiên đi vào trong quy tắc, nghi lễ và tổ chức của các gia tộc.
Đạo đức bảo tồn cũng được tìm thấy từ rất sớm trong các tác phẩm tôn giáo và triết học. Có nhiều ví dụ trong truyền thống của Đạo giáo, Thần đạo, Ấn Độ giáo, Hồi giáo, Phật giáo, Thiên Chúa giáo. In Greek philosophy, Plato lamented about pasture land degradation: "What is left now is, so to say, the skeleton of a body wasted by disease; the rich, soft soil has been carried off and only the bare framework of the district left." In the bible, through Moses, God commanded to let the land rest from cultivation every seventh year. Tuy nhiên, trước thế kỷ 18, phần lớn những người châu Âu đều xem những điều này dưới góc độ của những người phi tôn giáo. Những vùng hoang dã bị xâm hại trong khi phát triển nông nghiệp được ủng hộ. Tuy nhiên, sớm nhất là năm 680 sau Công nguyên, một khu bảo tồn động vật hoang dã được thành lập trên đảo Farne bởi St Cuthbert để khẳng định niềm tin tôn giáo của mình.

### Nhà tiên phong
Lịch sử tự nhiên là mối quan tâm lớn trong thế kỷ 18, với những cuộc thám hiểm vĩ đại và mở ra sự thay đổi lớn ở châu Âu và Bắc Mỹ. Đến năm 1900, có hơn 150 bảo tàng lịch sử tự nhiên ở Đức, 250 ở Anh, 250 ở Mỹ và 300 ở Pháp. Vào đầu thế kỷ 19, địa sinh học đã được khơi nguồn qua những nỗ lực của Alexander von Humboldt, Charles Lyell và Charles Darwin. Những mê hoặc từ lịch sử tự nhiên từ thế kỷ 19 đã tạo làn sóng sưu tập các mẫu vật hiếm trước khi chúng trở nên tuyệt chủng bởi việc sưu tập của những nhà sưu tập khác. Mặc dù công việc của các nhà tự nhiên học thế lỷ 18 và 19 đã truyền cảm hứng cho những người đam mê thiên nhiên và các tổ chức bảo tồn tuy nhiên những tác phẩm sưu tập của họ đã cho thấy sự vô cảm với việc bảo tồn khi đã làm mất hàng trăm mẫu vật vào những bộ sưu tập này.

### Phong trào bảo tồn
Gốc rễ của sinh học bảo tồn có thể được tìm thấy vào cuối thế kỷ 18 trong giai đoạn khai sáng muộn, đặc biệt là ở Anh và Scotland. Một số nhà tư tưởng, trong đó đáng chú ý nhất là Lord Monboddo, đã mô tả tầm quan trọng của "bảo tồn thiên nhiên", có nhấn mạnh hơn nguồn gốc của nó trong thần học Kito giáo. Nguyên tắc của khoa học bảo tồn được áp dụng lần đầu tiên tại rừng của British India. Đạo đức bảo tồn bắt đầu với 3 nguyên tắc cơ bản: hoạt động của con người làm ảnh hưởng tới môi trường, nghĩa vụ của mỗi người để bảo vệ môi trường cho thế hệ tương lai, và áp dụng các biện pháp khoa học để đảm bảo môi trường không bị triệt phá.
Thuật ngữ "bảo tồn" được đưa vào sử dụng rộng rãi vào cuối thế kỷ 19 và được gọi bằng từ "quản lý" cho nhiều nguồn tài nguyên như gỗ, cá, vùng đất bề mặt, vùng đồng cỏ và khoáng sản, lý do chủ yếu vì kinh tế. Ngoài ra còn gọi là bảo vệ rừng (lâm nghiệp), bảo vệ đời sống hoang dã, công viên, những vùng hoang dã và lưu vực sông. Giai đoạn này cũng chứng kiến việc thông qua dự luật đầu tiên về bảo tồn và việc thành lập các hiệp hội bảo tồn thiên nhiên. Luật bảo tồn chim biển được thông qua vào năm 1869 là luật đầu tiên về bảo vệ thiên nhiên trên Thế giới sau khi thông qua cuộc vận động từ Hiệp hội Bảo vệ chim biển và nhà nghiên cứu chim nổi tiếng Alfred Newton.

### Nỗ lực toàn cầu
Vào giữa thế kỷ 20, những nỗ lực được phát sinh để bảo tồn các cá thể, đặc biệt là bảo tồn mèo lớn tại Nam Mỹ đi đầu là New York Zoological Society. Vào những năm 1970, Liên Hợp Quốc có những hành động mạnh mẽ hơn để bảo tồn những khu vực có tầm quan trọng về văn hóa hoặc thiên nhiên quan trọng của nhân loại. Chương trình này đã được thông qua bởi Đại hội đồng UNESCO vào năm 1972. Đến năm 2006 có tổng số 830 di sản được thông qua: 644 di sản văn hóa và 162 di sản thiên nhiên. Nhiều nước đã thông qua các chính sách về bảo tồn, trong đó, Mỹ là quốc gia đầu tiên theo đuổi tích cực chính sách bảo tồn sinh học khi thông qua Luật về các loài nguy cấp (1966) và Luật Chính sách môi trường quốc gia (1970) để cùng phối hợp nghiên cứu và bảo vệ quy mô lớn các loài cũng như môi trường sống của chúng. Tới năm 1972, Ấn Độ cũng thông qua Luật bảo vệ động vật hoang dã.
Vào năm 1980 có sự phát triển đáng kể là việc xuất hiện của phong trào bảo tồn đô thị. Một tổ chức tại địa phương đã được thành lập tại Birmingham, Vương quốc Anh, sau đó lan ra trong cả nước và ở nước ngoài. Các nỗ lực bảo tồn gắn với đời sống của con người và đây được coi là tư tưởng chủ đạo trong nghiên cứu bảo tồn sinh học đô thị. Hiệp hội sinh học bảo tồn được thành lập từ 1985.
Đến năm 1992 hầu hết các nước trên Thế giới đã cam kết với việc bảo tồn sinh học trong Công ước về đa dạng sinh học, sau đó nhiều nước đã thực hiện chương trình bảo tồn đa dạng sinh học để bảo tồn các loài, các hệ sinh thái trong khu vực, các tổ chức được thành lập và ngày càng cho thấy sự chuyên nghiệp. Từ năm 2000 đã có sự tập trung hơn trong bảo tồn cảnh quan, không còn tập trung chủ yếu vào một loài hay một môi trường mà mở rộng ra theo quy mô hệ sinh thái, và vẫn tập trung bảo tồn các loài có nguy cơ tuyệt chủng cao. Sinh thái học đã làm rõ các hoạt động và mối liên quan trong sinh quyển, các mối quan hệ phức tạp giữa con người cũng như với loài khác và môi trường xung quanh. Dân số con người phát triển kéo theo sự phát triển nông nghiệp, công nghiệp, và sau đó là ô nhiễm, đã chứng minh về việc mối quan hệ sinh thái có thể bị gián đoạn.

## Các lý thuyết

### Đo tốc độ tuyệt chủng
Tốc độ tuyệt chủng được đo bằng nhiều phương pháp khác nhau. Ngành sinh học bảo tồn đo lường và sử dụng các biện pháp thống kê trên hóa thạch, tỷ lệ mất môi trường sống, cũng như các yếu tố khác để ước tính được tốc độ biến mất của loài. Tỷ lệ tuyệt chủng hiện nay được ước tính là một loài trong vài năm.

### Quy hoạch bảo tồn
Lập hệ thống quy hoạch để bảo tồn là một cách hiệu quả để tìm kiếm và xác định các loài khi đã tập trung một số loài phù hợp trong một hệ sinh thái được thiết kế và có sự hỗ trợ của các hệ sinh thái
lân cận. Margules và Pressey đã xác định 6 giai đoạn liên kết với nhau trong việc thiết lập một hệ thống quy hoạch bảo tồn::
1. Thu thập số liệu về đa dạng sinh học trong khu quy hoạch
2. Xác định mục tiêu bảo tồn
3. Xem xét tình trạng khu bảo tồn
4. Chọn thêm khu bảo tồn
5. Thực hiện hoạt động bảo tồn
6. Duy trì các yếu tố cần thiết trong khu bảo tồn

### Sinh lý bảo tồn
Sinh lý bảo tồn được định nghĩa bởi Steven J. Cooke và các cộng sự là " ngành khoa học áp dụng các khái niệm về sinh lý, các công cụ và kiến thức để mô tả tính đa dạng sinh học cũng như các tác động sinh thái của nó; hiểu biết và dự đoán được cách thức mà sinh vật đáp ứng với thay đổi của môi trường và stress; giải quyết vấn đề bảo tồn trên phạm vi loài (vi sinh vật, thực vật, động vật). Sinh lý học theo nghĩa rộng có thể bao gồm phản ứng lý hóa ở tất cả các quy mô, cũng như sự phát triển và hoàn thiện
chiến lược để xây dựng lại các quần thể, phục hồi hệ sinh thái, phổ biến chính sách bảo tồn và tạo ra các công cụ quyết định, quản lý các nguồn tài nguyên thiên nhiên"

## Ngành bảo tồn

### Phương pháp
Có thể bảo tồn in- situ (Bảo tồn nội vi) là bảo tồn tại môi trường sống của chúng hoặc bảo tồn ex-situ (bảo tồn ngoại vi), xảy ra bên ngoài môi trường tự nhiên. Bảo tồn tại chỗ bao gồm bảo vệ và làm sạch môi trường sống hiện tại, có thể từ bảo vệ môi trường hoặc bảo vệ các loài có liên quan trong chuỗi thức ăn. Bảo tồn ex-situ có thể sử dụng cho tất cả các trường hợp khi bảo tồn tại chỗ bị cản trở.
Ngoài ra, việc không can thiệp cũng là một phương pháp được sử dụng, gọi là nhà bảo vệ. Nhà bảo vệ vận động cho môi trường tự nhiên cũng như các loài bên trong không chịu sự tác động của con người. Nhà
bảo vệ khác nhà sinh học bảo tồn ở mức độ xã hội, trong khi nhà sinh học bảo tồn tham gia trong xã hội và tìm kiếm các giải pháp cân bằng giữa xã hội và hệ sinh thái. Một số nhà bảo vệ nhấn mạnh tiềm năng của đa dạng sinh học trong một thế giới không con người (!)

### Ưu tiên
Liên minh quốc tế về bảo tồn thiên nhiên (IUCN) đã thành lập một danh sách được các nhà khoa học và các trạm nghiên cứu trên thế giới gửi về để giám sát tình trạng thay đổi của tự nhiên trong việc đối phó với tình trạng tuyệt chủng. IUCN cung cấp thông tin hàng năm về tình hình bảo tồn loài thông qua sách đỏ. Sách đỏ IUCN như một công cụ quốc tế để xác định mức độ quan tâm bảo tồn khi cung cấp về sự đa dạng của chúng trên Thế giới.
Các nhà khoa học lưu ý rằng với sự tuyệt chủng hàng loạt thứ 6 này đòi hỏi cần hành động nhiều hơn trong việc bảo tồn các loài quý hiếm, đặc hữu hoặc có nguy cơ tuyệt chủng. Sinh học bảo tồn cũng cần bao quát cả việc nghiên cứu và bảo tồn quá trình sinh thái như di cư, và những cuộc kiểm tra toàn diện về đa dạng sinh học ở các cấp độ khác nhau bao gồm di truyền, số lượng và đa dạng hệ sinh thái. Nhiều loài phổ biến lại bị đánh giá thấp bất chấp vai trò to lớn của chúng trong việc duy trì hệ sinh thái.
Điểm nóng và điểm lạnh của đa dạng sinh học chỉ sự phân bố không gian của các gen, các loài và hệ sinh thái trên mặt đất. Có nhiều lập luận cho rằng nên nhấn mạnh các điểm lạnh đa dạng sinh học hơn các điểm nóng để tập trung tối đa trong việc tuyên truyền xã hội về những nơi có đa dạng sinh học thấp. Ước tính rằng 36% bề mặt Trái Đất, bao gồm 38,9% động vật có xương, thiếu các loài đặc hữu để trở thành những điểm nóng đa dạng sinh học. Đa dạng sinh học ở cấp độ số lượng (điểm nóng) đang biến mất với tốc độ gấp mười lần ở cấp độ loài.

### Loài chiến lược
Khái niệm loài chiến lược:
- Loài chủ chốt: Một số loài là chủ chốt, hình thành một trung tâm hỗ trợ cho hệ sinh thái, việc mất loài đi kèm với sự sụp đổ của chức năng hệ sinh thái và sự mất mát các loài cùng chung sống, loài chủ chốt có vai trò quan trọng trong chuỗi thức ăn.
- Loài chỉ thị:: Là loài có thể sống trong một môi trường sinh thái thiếu thốn, chúng được dùng làm mục tiêu cho việc quan sát tình trạng của hệ sinh thái.
- Loài bảo trợ::  Điển hình như bướm Monarch di cư trên khắp Bắc Mỹ và các loài di cư xa khác như gấu trúc khổng lồ, cá voi xanh, hổ, khỉ đột...bất cứ biện pháp bảo vệ nào cũng cần cùng thời gian dù ở nơi có nhiều loài và môi trường sống khác.

## Tình hình
Bối cảnh và xu hướng thì các nhà sinh học bảo tồn nghiên cứu về xu hướng và quá trình từ cổ sinh vật trong quá khứ tới hình thái hiện tại để có những hiểu biết về bối cảnh liên quan tới tuyệt chủng. Trong đó có năm đợt tuyệt chủng hàng loạt trên toàn cầu bao gồm: kỷ Ordovic (440 triệu năm trước), Devon (370 triệu năm trước), Permi-Trias (245 triệu năm trước), Trias-Jura (200 triệu năm trước), và kỷ Creta-Paleogen (66 triệu năm trước).
Trong 10.000 năm qua, ảnh hưởng của con người lên các hệ sinh thái của Trái Đất là rất lớn gây khó khăn cho các nhà khoa học trong việc ước tính số lượng các loài bị mất; và tốc độ phá rừng, phá hủy rạn san hô, mất nước trong các vùng ngập nước và các tác động khác đang diễn ra nhanh hơn so với những gì con người đánh giá về số lượng các loài. Gần đây nhất, Báo cáo đời sống hành tinh (Living Planet Report) do Quỹ quốc tế bảo vệ thiên nhiên đã ước tính rằng bản thân Trái Đất đã không đủ khả năng tái tạo sinh học, đòi hỏi gấp 1,5 lần Trái Đất mới đủ cung cấp cho các nhu cầu của con người hiện tại.
Đợt tuyệt chủng hàng loạt thứ 6 được các nhà sinh học bảo tồn vẫn đang nghiên cứu và đưa ra các bằng chứng chỉ ra rằng chính con người sẽ gây ra sự tuyệt chủng nhanh chóng và đồng loạt thứ 6 trên hành tinh. Đã có những đề xuất rằng chúng ta đang sống trong kỷ nguyên mà số lượng các loài tuyệt chủng ở con số chưa từng thấy, còn được gọi là sự kiện tuyệt chủng Holocene. Tỷ lệ tuyệt chủng toàn cầu có thể cao hơn sự tuyệt chủng tự nhiên khoảng 100.000 lần. Ước tính có khoảng hai phần ba trên toàn động vật có vú và một nửa động vật có vú khối lượng ít nhất 44 kg đã tuyệt chủng trong 50.000 năm qua.
Các báo cáo đánh giá toàn cầu về các loài lưỡng cư (Global Amphibian Assessment) chỉ ra rằng động vật lưỡng cư đang suy giảm nhanh chóng hơn bất kì nhóm động vật có xương sống khác, với hơn 32% các loài còn sống sót đang bị đe dọa tuyệt chủng và 43% trong số đó đang suy giảm nhanh chóng. Từ giữa những năm 1980, tỷ lệ tuyệt chủng thực tế đã vượt quá 211 lần so với mức đo từ hóa thạch. Tuy nhiên, "Tốc độ tuyệt chủng hiện nay của lưỡng cư có thể dao động từ 25.038 đến 45.474 lần so với tỷ lệ tuyệt chủng tự nhiên". Các xu hướng tuyệt chủng trong các nhóm có xương sống quan trọng đang được theo dõi, chẳng hạn, 23% động vật có vú và 12% các loài chim đã được đưa vào sách đỏ của IUCN do đang bị đe dọa tuyệt chủng.
Về tình trạng của biển và các rạn san hô thì các đánh giá toàn cầu về rạn san hô trên Thế giới đã báo cáo về việc suy giảm mạnh mẽ và nhanh chóng của san hô. Đến năm 2000, 27% các hệ sinh thái rạn san hô đã biến mất. Sự suy giảm lớn nhất xảy ra vào năm 1998 trong đó khoảng 16% rạn san hô trên Thế giới biến mất trong chưa đầy một năm. Sự biến mất này là do các yếu tố áp lực môi trường, bao gồm nhiệt độ và nồng độ acid trong nước biển tăng, làm chết cả rạn san hô lẫn tảo cộng sinh.
Sự suy giảm và nguy cơ tuyệt chủng của đa dạng sinh học rạn san hô đã tăng đáng kể trong mười năm qua và được dự đoán là sẽ tuyệt chủng trong thế kỷ tới, điều này gây ảnh hưởng rất lớn về kinh tế, đe dọa sự cân bằng của đa dạng sinh học toàn cầu, cũng như an ninh lương thực. Các đại dương đang bị đe dọa bởi quá trình acid hóa do gia tăng nồng độ CO2, và mối quan tâm là các sinh vật biển không thể phát triển hoặc thích nghi để đáp ứng với những thay đổi đó. Triển vọng khi ngăn ngừa tuyệt chủng hàng loạt vẫn chưa đưa lại tác dụng khi 90% các loài cá lớn (trung bình khoảng ≥50 kg) như cá ngừ đại dương, billfishes, cá mập... đã biến mất, và với xu hướng tuyệt chủng hiện nay thì đại dương sẽ chỉ còn vài sinh vật đa bào còn sót lại cùng với các vi sinh vật.
Các nhóm sinh vật khác ngoài động vật có xương sống: Mối quan tâm quan trọng khác nhưng lại không được chú ý nhiều như động vật có xương sống bao gồm nấm, động vật không xương sống (đặc biệt là côn trùng) và các quần xã thực vật, đây là những nhóm có tầm quan trọng then chốt cho bảo tồn sinh học. Nấm là nhân tố cộng sinh ở rễ, là sinh vật phân hủy và do đó rất cần thiết cho sự bền vững của rừng.
Vai trò của côn trùng trong sinh quyển là rất quan trọng vì chúng chiếm số lượng lớn về sự phong phú các loài, tuy nhiên chúng lại chịu những phản ứng tiêu cực từ xã hội khi có vẻ ngoài thiếu thẩm mỹ. Hiện tượng được nghiên cứu nhiều là sự biến mất bí ẩn của những đàn ong mật khi chỉ còn những cái tổ rỗng hoăc sự suy giảm bầy đàn, trong khi các con ong mật đóng vai trò quan trọng qua việc thụ phấn. Nguyên nhân được dự đoán có thể là do sâu bệnh, thuốc trừ sâu và sự nóng lên toàn cầu.
Bảo tồn sinh học các loài ký sinh trùng: Một số lượng lớn các loài ký sinh trùng đang bị đe dọa tuyệt chủng. Một vài loài trong số đó đang bị tận diệt khi được cho là gây hại cho người và động vật, tuy nhiên hầu hết trong số đó là vô hại. Mối đe dọa gồm sự suy giảm hoặc tuyệt chủng của vật chủ.
Các mối đe dọa đến đa dạng sinh học: Dịch bệnh và biến đổi khí hậu đang đe dọa tới đa dạng sinh học kể cả trong khu bảo tồn làm cho chúng trở nên "không thể bảo vệ" (điển hình như công viên quốc gia Yellowstone). Biến đổi khí hậu gây một vòng tuần hoàn giữa tuyệt chủng loài và tăng CO2 trong khí quyển. Các hệ sinh thái và chu kỳ carbon quy định các điều kiện khí quyển toàn cầu. Ước tính mối đe dọa tuyệt chủng vào khoảng 15-37% các loài vào năm 2050 hoặc 50% trong 50 năm tới. Những mối đe dọa lớn và âm ỉ tới đa dạng sinh học và quá trình sinh thái bao gồm biến đổi khí hậu, phát triển nông nghiệp quá mức, phá rừng, chăn thả gia súc không kiểm soát, phát triển đô thị, thương mại hóa động vật hoang dã, ô nhiễm ánh sáng và thuốc trừ sâu.
Sự chia cắt các sinh cảnh cũng là khó khăn khi các khu bảo tồn chỉ chiếm 11,5% bề mặt Trái Đất. Việc mở đường là một nguyên nhân của sự chia cắt, cũng là nguyên nhân trực tiếp của nguy cơ mất các loài động vật. Hệ quả quan trọng để lại là giảm việc di cư của các loài động vật gây gián đoạn trong chuỗi thức ăn. Quản lý bảo tồn và quy hoạch cho sự đa dạng sinh học ở tất cả các cấp độ từ gen tới các hệ sinh thái để con người và thiên nhiên cùng tồn tại một cách bền vững. Tuy nhiên, điều này có thể là quá muộn để có thể đảo ngược trước sự tuyệt chủng hàng loạt hiện nay.